# 拉梅尼耶农村居民点 (夏姆扎区)
拉梅尼耶农村居民点（俄语：Сельское поселение Раменское）是俄罗斯联邦沃洛格达州夏姆扎区所属的一个农村居民点。其下辖有17个居民点，行政中心为拉梅尼耶。据2015年统计，该农村居民点的人口为977人。